# North Guwahati
North Guwahati is een dorp in het district Kamrup van de Indiase staat Assam. 

## Demografie
Volgens de Indiase volkstelling van 2001 wonen er 16.131 mensen in North Guwahati, waarvan 53% mannelijk en 47% vrouwelijk is. De plaats heeft een alfabetiseringsgraad van 73%. 